# オーベルチュールクロツヤシカクワガタ
オーベルチュールクロツヤシカクワガタ（Pseudorhaetus oberthueri）は、コウチュウ目・クワガタムシ科・クロツヤシカクワガタ属に属する、最普通種のクワガタムシである。流通名では「オーベルチュールニセシカクワガタ」、「オーベルチュールシカクワガタ」などと呼ばれる。
学名の「Pseudo」とは、「偽物」という意味である。
幼虫は菌糸ビンで飼育でき、マット飼育は不向き。

## 形態
オス：29mm - 62mm　メス：26mm - 36mm
- 全身に光沢があり、特に胸部の光沢はタランドゥスオオツヤクワガタに匹敵する。この光沢は自然界では鏡の役割をしていて、一種のカモフラージュである。脚の根元はチュウゴククロツヤシカクワガタのような赤色をしている。前翅も赤く、光沢もある。シカクワガタ属のように大アゴの根元付近は折り曲がらず、上下に湾曲する。

## 生態
成虫は細目の枝につき、樹液を吸う。
- 飼育下では、メスが産み素振りすることが確認されている。

また、和名に「シカクワガタ」と付いているが生態は全く異なり、オスはとても温和である。従って、「オスがメスを殺してしまう」という行為は少ない。
何かを脚でつかむ際の力は強く、学名の「Pseudo」がつくのもうなずける。

## 分布
中国・雲南省とその付近、ベトナム北部

## 流通
昔に比べて流通も多くなってきて入手価格も手頃になってきたが、そもそも飼育人気が少ないため、事実上、飼育者はほとんどいない。
- そのため、野外では確認できない幼虫の詳しい生態がわかっていない。

現在はベトナム・ハザンからの流通が多くなってきた。